# Копанской
Копанской — хутор в Прикубанском внутригородском округе города Краснодара. Входит в состав Берёзовского сельского округа.
Ранее станица Копанская, в настоящее время хутор Копанской. Жители в разговорной речи обычно называют хутор Копаны́.

## География
Хутор расположен в северо-западной части городского округа Краснодара. Ближайшие населённые пункты: на юго-востоке посёлок Краснолит; на юго-востоке хутор Новый; на северо-востоке хутор Черников; на северо-западе хутор Восточный.

## История
Первые упоминания о хуторе датируются 1801 годом, когда была упомянута находящаяся здесь почтовая станция. Через станцию шла дорога (Почтовый тракт) на Тамань. Название «Копанская» произошло, вероятно, оттого, что на почтовой станции была копанка (колодец).
12 августа 1820 года через почтовую станцию по этому тракту ехали к морю Александр Пушкин с семьёй генерала Раевского. В память об этом событии на обочине тракта стоит памятная табличка.
Первое официальное упоминание о почтовой станции Копанской относится к 1885 году. Заселяться на постоянной основе станция начала в начале XX века, во времена так называемой Столыпинской реформы. На выделяемых земельных участках (отрубах) стали селиться первые жители, каждая семья имела своё подворье. Постепенно почтовая станция преобразовалась в хутор Копанской.
В годы советской власти в хуторе был колхоз «Искра», к которому относились близлежащие хутора: Восточный, Новый, Черников.

## Население
| 2002 | 2010  |
| ---- | ----- |
| 985  | ↗1387 |

## Инфраструктура
В хуторе функционируют детский сад № 219, общеобразовательная школа № 79, фельдшерско-акушерский пункт, сельский Дом культуры, имеется аптека. В Покровском сквере расположена церковь Покрова Пресвятой Богородицы.